# Калина Крумова
Калина Венелинова Крумова е българска телевизионна водеща и политик, народен представител в XLI народно събрание, избрана като представител на партия Атака.

## Биография
Калина Крумова е родена на 7 януари 1985 година в град Бургас. Завършва средното си образование в Гимназията за романски езици „Г. С. Раковски“ в Бургас със засилено изучаване на френски език. На 17 години ражда сина си Николай от Николай Филипов. Година по-късно двамата сключват брак, който трае кратко – една година. Тя поема грижите за сина си.
Завършва висшето си образование в Университета за национално и световно стопанство (УНСС), специалност „Икономика на социално-културната сфера“, а после следва там и магистратура „Журналистика и масмедии“.
Владее френски, английски и италиански език.

### Журналистическа кариера
Калина Крумова започва своята кариера в телевизия СКАТ, като водеща на сутрешния блок „Ранни вести“ през 2003 г. В ТВ СКАТ работи до избирането ѝ за народен представител в XLI народно събрание, като едновременно следва в УНСС.
От 10 септември 2012 година Калина Крумова и Христо Калоферов са водещи на сутрешния блок на Нова ТВ „Здравей, България“. Преди да заеме този пост за постоянно, тя и Калоферов заместват титулярния водещ Евгений Генчев. Завръща се на телевизионния екран след близо тригодишно отсъствие. Водеща е на сутрешното предаване до края на месец март 2013 година, когато на нейно място застава Мира Иванова.

### Политическа кариера
На парламентарните избори през 2009 година е мажоритарен кандидат в 25 МИР-София, но се класира на 4-то място с 5,52% и в парламента влиза чрез пропорционалната листа на ПП Атака. от 21 МИР-Сливен с 10,49%. След като е избрана, тя става най-младият депутат в XLI народно събрание.
В XLI народно събрание е член на Комисията по европейски въпроси и контрол на европейските фондове. Освен това е и заместник-ръководител на Постоянната делегация в Парламентарната асамблея на франкофонията. Тя изпълнява длъжността заместник-председател на Групата за приятелство на България с Финландия, като същевременно е член на групите за приятелство на България с Франция, Япония, Бразилия, Куба, Австралия и Филипините.
На 25 ноември 2011 година подава заявление за напускане на парламентарната група на „Атака“ и става седмият народен представител, напуснал групата. На пресконференция в Сливен, проведена през декември 2011 година, обявява, че е подала молба за членство в партия ГЕРБ. На срещата тя уверява, че не е предала Сливен и има намерение да продължи срещите си с избирателите. Тя категорично отрича информация, според която е получавала на тримесечие по 50 000 лева от управляващата партия ГЕРБ, за да работи против интересите на Атака. Тя изразява разочарование от състоянието на бившата си партия, начина на управление и взаимоотношенията в нея.
От създаването на ПП „България без цензура“ е в нейните редици и е председател на женската ѝ организация. Напуска и двата поста на 16 септември 2014 г.
От 17 септември 2014 г. отново е част от екипа на ПП Атака.